# Tragacete (ort)
Tragacete är en ort i Spanien.   Den ligger i provinsen Provincia de Cuenca och regionen Kastilien-La Mancha, i den centrala delen av landet, 160 km öster om huvudstaden Madrid. Tragacete ligger 1 283 meter över havet och antalet invånare är 335.
Terrängen runt Tragacete är huvudsakligen kuperad, men åt sydväst är den platt. Tragacete ligger nere i en dal. Runt Tragacete är det ganska glesbefolkat, med 39 invånare per kvadratkilometer. Närmaste större samhälle är Las Majadas, 15,6 km väster om Tragacete. 